# Тинкер-филд
Тинкер-филд (англ. Tinker Field) — бейсбольное поле в Орландо в штате Флорида. Расположено на Вест-Черч-стрит в районе Уэст-Лейкс к западу от центра города. С запада вплотную примыкает к «Кэмпинг Уорлд Стэдиум». Поле названо в честь члена Национального зала славы бейсбола Джо Тинкера, внесшего значительный вклад в развитие игры в городе. 
Поле было построено в 1914 году, а первые трибуны были возведены в 1923 году. С момента постройки и до начала 1990-х годов «Тинкер-филд» использовался несколькими командами Главной лиги бейсбола для проведения весенних предсезонных матчей. С 1963 по 1999 год на стадионе выступала команда «Орландо Рейс». Трибуны и остальные постройки были снесены весной 2015 года по решению городских властей Орландо. На тот момент вместимость стадиона составляла 5 014 зрителей.
С 2004 года поле «Тинкер-филд» внесено в Национальный реестр исторических мест США.

## История
Бейсбольное поле на этом месте появилось в 1914 году, а первые постоянные трибуны были открыты в 1923 году. Они были деревянными и вмещали 1 500 зрителей. После этого в течение десяти лет здесь проводила предсезонные сборы команда Главной лиги бейсбола «Цинциннати Редс». Позднее Тинкер-филд служил местом тренировок для клубов «Бруклин Доджерс», «Вашингтон Сенаторз» и «Миннесота Твинс». Реконструкция стадиона и расширение его вместимости были проведены в 1963 году. Заметным событием в истории стадиона стало выступление Мартина Лютера Кинга 6 марта 1964 года.
В 2004 году «Тинкер-филд» был включён в Национальный реестр исторических мест США. При этом были отмечены значение присутствия команд Главной лиги бейсбола в жизни города и роль Джо Тинкера в развитии спорта в регионе. Решение о сносе трибун и других построек стадиона было принято городскими властями в 2014 году перед началом реконструкции стадиона «Орландо Ситрус Боул»: после расширения трибун поле «Тинкер-филд» становилось непригодным для игры в бейсбол из-за недостаточных размеров. Планы по сносу были утверждены Городским советом в марте 2015. Одновременно было решено выделить средства для реконструкции территории вокруг поля. В мае 2018 года состоялось открытие Tinker Field History Plaza, мемориального комплекса, посвящённого борьбе за гражданские права и развитию бейсбола в Орландо.